# Campionato mondiale per club FIVB 2009
Il Campionato del Mondo per club FIVB 2009 è stata la 5ª edizione del massimo torneo pallavolistico mondiale per club, la prima dopo il ripristino deciso dalla FIVB. La sede della manifestazione è stata trovata nella città di Doha, capitale del Qatar.
Il torneo è iniziato il 3 novembre 2009 e si è concluso l'8 novembre. Il titolo è stato vinto dalla Trentino Volley, che per la prima volta si è laureata Campione del Mondo per club e si è aggiudicata il premio di 250.000 $.

## Formato
Il formato di questa edizione del campionato mondiale per club prevede la suddivisione delle otto squadre partecipanti in due gironi, A e B; si qualificano per la fase successiva le prime due classificate di ogni girone, che si incroceranno in semifinale (la prima del girone A incontrerà la seconda del girone B, e il contrario). Il sistema di assegnazione dei punti ai fini della classifica dei gironi non si avvale del sistema "italiano" (in vigore in altre manifestazioni internazionali), quindi è prevista l'assegnazione di 2 punti per le vittorie ed 1 per le sconfitte, indipendentemente dal numero di set disputati.
Le squadre qualificatesi terze e quarte nel girone iniziale vengono eliminate, venendo tutte inserite nella classifica finale con il rango di quinte. Le vincitrici delle semifinali si contendono la vittoria finale, mentre le sconfitte si scontrano per la finale 3º-4º posto.
Per la prima volta si è deciso di introdurre la Golden Formula, una modalità di gioco già utilizzata da diversi anni in Qatar. Essa prevede che il primo attacco di ogni squadra venga effettuato solo da seconda linea. Nelle intenzioni degli organizzatori questa novità avrebbe dovuto rendere più lunghe ed entusiasmanti le azioni di gioco.

## Squadre partecipanti
Oltre alle squadre vincitrici delle competizioni continentali e alla squadra ospitante, come da regolamento la FIVB ha concesso due wild card: esse sono state assegnate allo Zenit Kazan e allo Skra Bełchatów, squadre posizionate nei primi posti del Ranking CEV. Il sorteggio per la definizione dei gironi della prima fase si è tenuto il 13 agosto 2009.
| Gironi   | Squadra               | Nazione    | Titolo                           |
| -------- | --------------------- | ---------- | -------------------------------- |
| Girone A | Trentino              | Italia     | Campione d'Europa                |
| Girone A | Zamalek               | Egitto     | Campione d'Africa                |
| Girone A | Plataneros de Corozal | Porto Rico | Rappr. del Nord e Centro America |
| Girone A | Zenit-Kazan           | Russia     | wild card                        |
| Girone B | Paykan                | Iran       | Campione d'Asia                  |
| Girone B | Cimed                 | Brasile    | Campione del Sudamerica          |
| Girone B | Al-Arabi              | Qatar      | Squadra ospitante                |
| Girone B | Skra Bełchatów        | Polonia    | wild card                        |

## Fase a gironi
Il sorteggio per la definizione dei gironi della prima fase si è tenuto il 13 agosto 2009 al Ramada Plaza Hotel di Doha. La fase a gironi ha preso il via il 3 novembre 2009, e si è conclusa il 5 novembre.

### Girone A
Risultati
| Data     | Incontri              | Incontri | Incontri              | 1° Set | 2° Set | 3° Set | 4° Set | 5° Set |
| -------- | --------------------- | -------- | --------------------- | ------ | ------ | ------ | ------ | ------ |
| 03-11-09 | Trentino              | 3 - 1    | Zamalek               | 25-18  | 25-21  | 23-25  | 25-20  |        |
| 03-11-09 | Zenit-Kazan           | 3 - 0    | Plataneros de Corozal | 25-20  | 25-14  | 25-17  |        |        |
| 04-11-09 | Zamalek               | 3 - 2    | Plataneros de Corozal | 23-25  | 25-13  | 23-25  | 25-14  | 21-19  |
| 04-11-09 | Trentino              | 3 - 2    | Zenit-Kazan           | 24-26  | 25-23  | 24-26  | 25-19  | 15-11  |
| 05-11-09 | Zenit-Kazan           | 3 - 0    | Zamalek               | 25-18  | 25-13  | 25-11  |        |        |
| 05-11-09 | Plataneros de Corozal | 0 - 3    | Trentino              | 18-25  | 13-25  | 19-25  |        |        |

Classifica
| Pos | Squadre               | Punti | Partite | Partite | Partite | Set   | Set   | Ratio | Punti | Punti  | Ratio |
| Pos | Squadre               | Punti | Giocate | Vinte   | Perse   | Vinti | Persi | Ratio | Fatti | Subiti | Ratio |
| --- | --------------------- | ----- | ------- | ------- | ------- | ----- | ----- | ----- | ----- | ------ | ----- |
| 1   | Trentino              | 6     | 3       | 3       | 0       | 9     | 3     | 3.000 | 286   | 239    | 1.197 |
| 2   | Zenit-Kazan           | 5     | 3       | 2       | 1       | 8     | 3     | 2.667 | 255   | 206    | 1.238 |
| 3   | Zamalek               | 4     | 3       | 1       | 2       | 4     | 8     | 0.500 | 243   | 269    | 0.903 |
| 4   | Plataneros de Corozal | 3     | 3       | 0       | 3       | 2     | 9     | 0.222 | 197   | 267    | 0.738 |

### Girone B
Risultati
| Data     | Incontri       | Incontri | Incontri       | 1° Set | 2° Set | 3° Set | 4° Set | 5° Set |
| -------- | -------------- | -------- | -------------- | ------ | ------ | ------ | ------ | ------ |
| 03-11-09 | Skra Bełchatów | 3 - 0    | Al-Arabi       | 25-22  | 25-11  | 25-20  |        |        |
| 03-11-09 | Paykan         | 3 - 1    | Cimed          | 15-25  | 28-26  | 25-21  | 25-22  |        |
| 04-11-09 | Al-Arabi       | 1 - 3    | Cimed          | 25-18  | 17-25  | 17-25  | 22-25  |        |
| 04-11-09 | Skra Bełchatów | 3 - 0    | Paykan         | 25-22  | 25-18  | 25-17  |        |        |
| 05-11-09 | Paykan         | 3 - 0    | Al-Arabi       | 25-23  | 25-19  | 25-14  |        |        |
| 05-11-09 | Cimed          | 1 - 3    | Skra Bełchatów | 25-22  | 18-25  | 21-25  | 23-25  |        |

Classifica
| Pos | Squadre        | Punti | Partite | Partite | Partite | Set   | Set   | Ratio | Punti | Punti  | Ratio |
| Pos | Squadre        | Punti | Giocate | Vinte   | Perse   | Vinti | Persi | Ratio | Fatti | Subiti | Ratio |
| --- | -------------- | ----- | ------- | ------- | ------- | ----- | ----- | ----- | ----- | ------ | ----- |
| 1   | Skra Bełchatów | 6     | 3       | 3       | 0       | 9     | 1     | 9.000 | 247   | 197    | 1.254 |
| 2   | Paykan         | 5     | 3       | 2       | 1       | 6     | 4     | 1.500 | 225   | 225    | 1.000 |
| 3   | Cimed          | 4     | 3       | 1       | 2       | 5     | 7     | 0.714 | 274   | 271    | 1.011 |
| 4   | Al-Arabi       | 3     | 3       | 0       | 3       | 1     | 9     | 0.111 | 190   | 243    | 0.782 |

## Fase finale

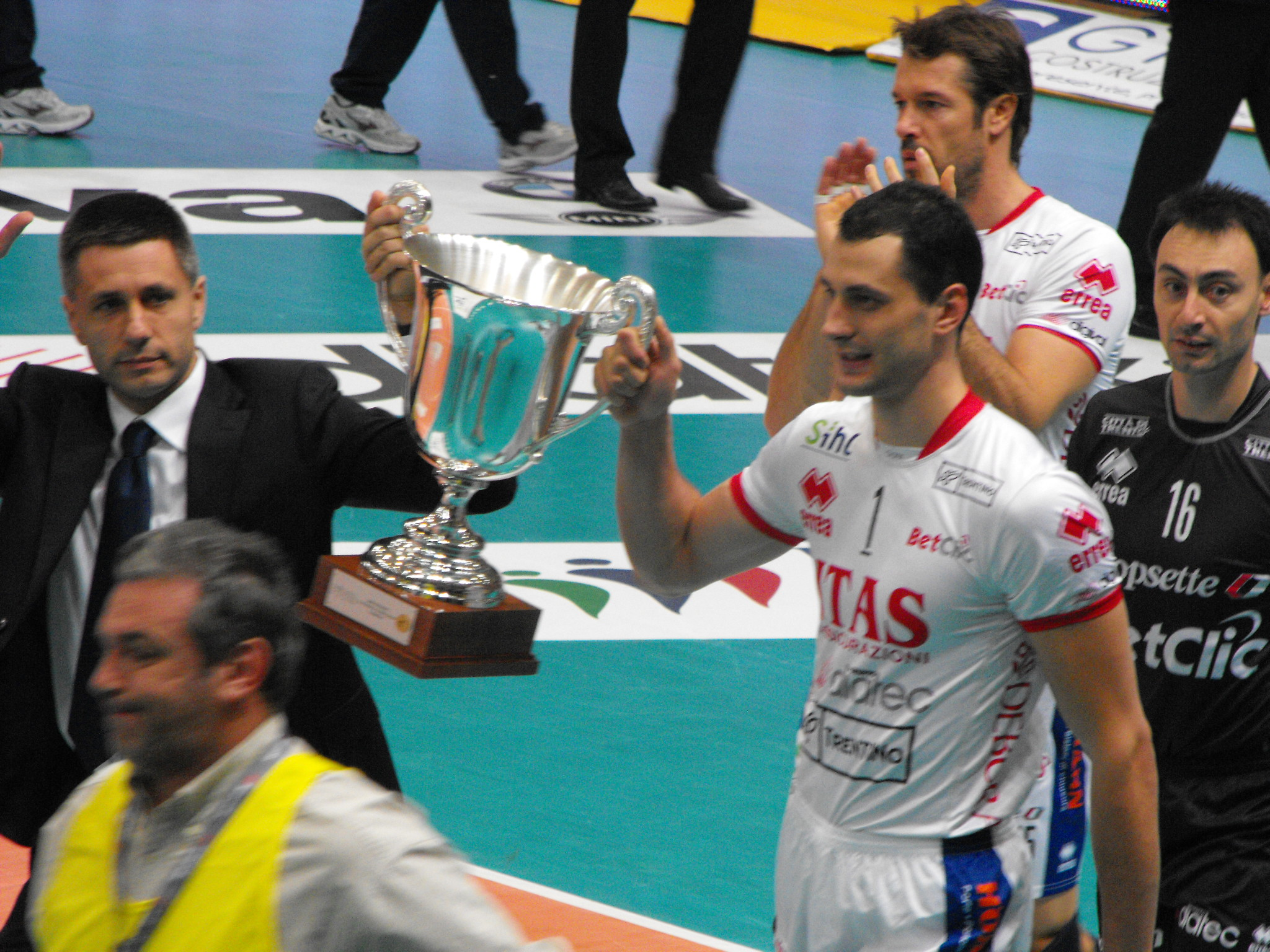
Coppa del Mondo al PalaTrento

|  | Semifinali     | Semifinali     | Semifinali |          |                | Finale             | Finale             | Finale             |  |
|  |                |                |            |          |                |                    |                    |                    |  |
|  | Skra Bełchatów | Skra Bełchatów | 3          |          |                |                    |                    |                    |  |
|  | Skra Bełchatów | Skra Bełchatów | 3          |          |                |                    |                    |                    |  |
|  | Zenit-Kazan    | Zenit-Kazan    | 1          |          |                |                    |                    |                    |  |
|  | Zenit-Kazan    | Zenit-Kazan    | 1          |          | Skra Bełchatów | Skra Bełchatów     | 0                  |                    |  |
|  |                |                |            |          | Skra Bełchatów | Skra Bełchatów     | 0                  |                    |  |
|  |                |                | Trentino   | Trentino | 3              |                    |                    |                    |  |
|  | Trentino       | Trentino       | Trentino   | Trentino | 3              | 3                  |                    |                    |  |
|  | Trentino       | Trentino       |            |          |                | 3                  |                    |                    |  |
|  | Paykan         | Paykan         | 0          |          |                | Finale 3º/4º posto | Finale 3º/4º posto | Finale 3º/4º posto |  |
|  | Paykan         | Paykan         | 0          |          |                |                    |                    |                    |  |
|  |                |                |            |          |                |                    |                    |                    |  |
|  |                |                |            |          |                | Zenit-Kazan        | Zenit-Kazan        | 3                  |  |
|  |                |                |            |          |                | Zenit-Kazan        | Zenit-Kazan        | 3                  |  |
|  |                |                |            |          |                | Paykan             | Paykan             | 0                  |  |

### Semifinali
| Data     | Incontri       | Incontri | Incontri    | 1° Set | 2° Set | 3° Set | 4° Set | 5° Set |
| -------- | -------------- | -------- | ----------- | ------ | ------ | ------ | ------ | ------ |
| 07-11-09 | Skra Bełchatów | 3 - 1    | Zenit-Kazan | 15-25  | 25-23  | 25-21  | 26-24  |        |
| 07-11-09 | Trentino       | 3 - 0    | Paykan      | 25-18  | 25-22  | 25-19  |        |        |

### Finali
| Data     | Incontri       | Incontri | Incontri | 1° Set | 2° Set | 3° Set | 4° Set | 5° Set |
| -------- | -------------- | -------- | -------- | ------ | ------ | ------ | ------ | ------ |
| 08-11-09 | Zenit-Kazan    | 3 - 0    | Paykan   | 25-13  | 25-18  | 25-16  |        |        |
| 08-11-09 | Skra Bełchatów | 0 - 3    | Trentino | 24-26  | 18-25  | 19-25  |        |        |

## Classifica finale
| Pos | Squadra               | Nazione    | Confederazione | Premio    |
| --- | --------------------- | ---------- | -------------- | --------- |
| 1   | Trentino              | Italia     | CEV            | 250.000 $ |
| 2   | Skra Bełchatów        | Polonia    | CEV            | 170.000 $ |
| 3   | Zenit-Kazan           | Russia     | CEV            | 120.000 $ |
| 4   | Paykan                | Iran       | AVC            | 90.000 $  |
| 5   | Cimed                 | Brasile    | CSV            | 30.000 $  |
| 5   | Zamalek               | Egitto     | CAVB           | 30.000 $  |
| 5   | Plataneros de Corozal | Porto Rico | NORCECA        | 30.000 $  |
| 5   | Al-Arabi              | Qatar      | AVC            | 30.000 $  |

## Premi individuali
| Premio                | Giocatrice          | Squadra        |
| --------------------- | ------------------- | -------------- |
| MVP                   | Matej Kazijski      | Trentino       |
| Miglior realizzatore  | Bartosz Kurek       | Skra Bełchatów |
| Miglior schiacciatore | Matej Kazijski      | Trentino       |
| Miglior muro          | Marcin Możdżonek    | Skra Bełchatów |
| Miglior servizio      | Osmany Juantorena   | Trentino       |
| Miglior libero        | Aleksej Verbov      | Zenit-Kazan    |
| Miglior palleggiatore | Raphael de Oliveira | Trentino       |